# Dracophyllum traversii
Dracophyllum traversii är en ljungväxtart som beskrevs av Joseph Dalton Hooker. Dracophyllum traversii ingår i släktet Dracophyllum och familjen ljungväxter. Inga underarter finns listade i Catalogue of Life.

## Bildgalleri

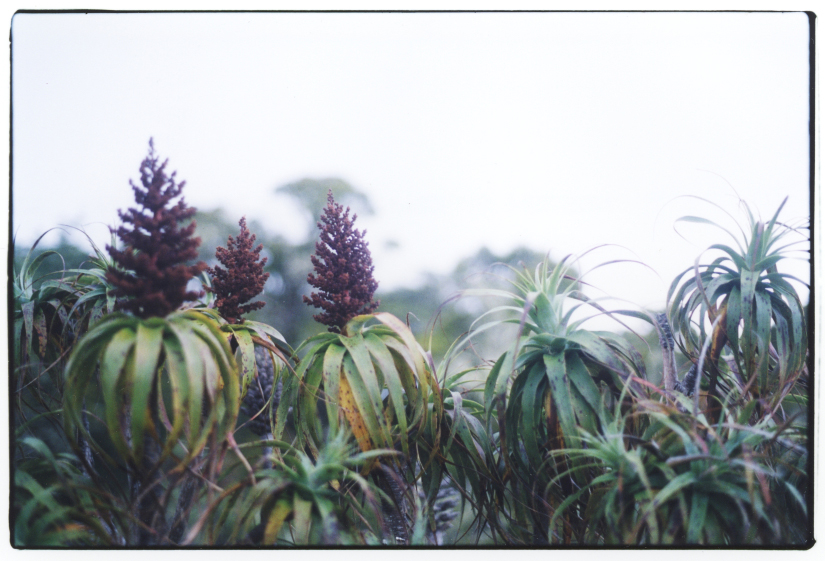
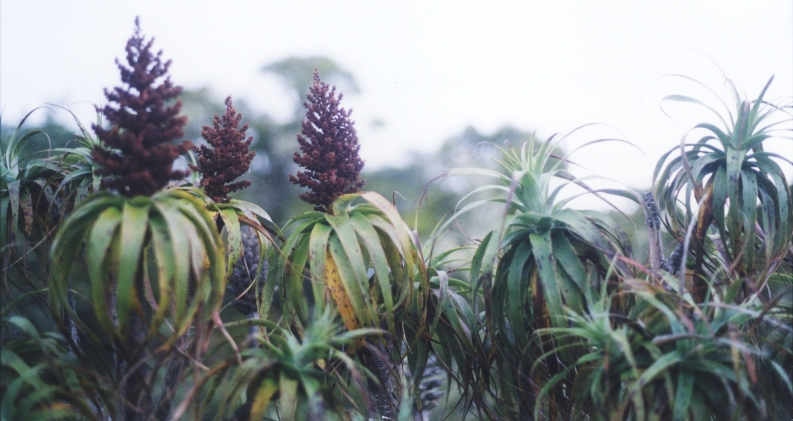